# Péter Szijjártó

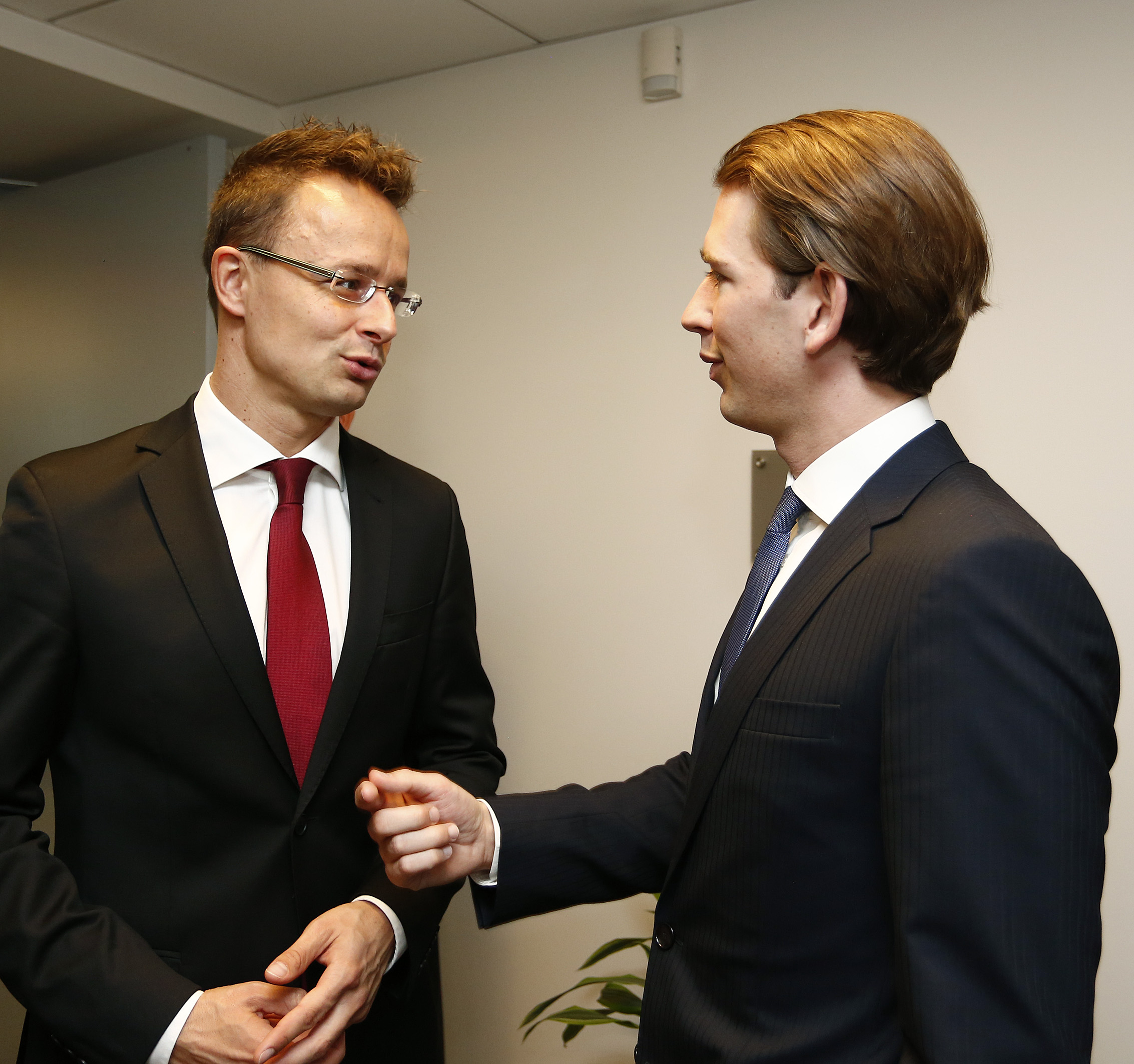
Péter Szijjártó con Sebastian Kurz en 2015

Péter Szijjártó (húngaro: [peːtɛr sijjaːrtoː], nacido el 30 de octubre de 1978) es un político húngaro, que ha sido Ministro de Asuntos Exteriores y Comercio desde el 23 de septiembre de 2014. Anteriormente se desempeñó como Viceministro de Asuntos Exteriores y Comercio y Secretario de Estado Parlamentario del Ministerio de Asuntos Exteriores y Comercio. En junio de 2012 fue nombrado Secretario de Estado de Asuntos Exteriores y Relaciones Económicas Exteriores de la Oficina del Primer Ministro.
Se unió a Fidesz en 1998. Fue elegido miembro del gobierno municipal en el mismo año en la ciudad de Győr, y luego obtuvo un mandato entre 2006 y 2010 nuevamente. En 2005 fue elegido presidente de Fidelitas, la organización juvenil de Fidesz y ocupó este puesto hasta 2009. Primero se convirtió en miembro de la Asamblea Nacional en 2002. Recibió mandatos en 2006, 2010, 2014 y 2018 también; actualmente cumple su cuarto mandato como miembro del Parlamento.

## Estudios
Péter Szijjártó nació en Komárom el 30 de octubre de 1978. Después de pasar medio año en los Estados Unidos, terminó sus estudios secundarios en la Escuela de Gramática Secundaria Bédern Gergely Czuczor de Györ en 1997. Se graduó de la Universidad de Ciencias Económicas y Administración Pública de Budapest ( hoy Corvinus University of Budapest) con especialización en relaciones internacionales y gestión deportiva. 